# Autolytus magnus
Autolytus magnus är en ringmaskart som först beskrevs av Miles Joseph Berkeley 1923.  Autolytus magnus ingår i släktet Autolytus och familjen Syllidae. Inga underarter finns listade i Catalogue of Life.